# Fungiacyathus multicarinatus
Fungiacyathus multicarinatus är en korallart som beskrevs av Stephen D. Cairns 1998. Fungiacyathus multicarinatus ingår i släktet Fungiacyathus och familjen Fungiacyathidae.
Artens utbredningsområde är Indiska oceanen. Inga underarter finns listade i Catalogue of Life.